# Можаев, Алексей Васильевич
Алексе́й Васи́льевич Можа́ев (5 октября 1918, Вторая Сосновка, Саратовская губерния — 23 января 1994, Пушкин) — советский художник, живописец, педагог, член Санкт-Петербургского Союза художников (до 1992 года — Ленинградской организации Союза художников РСФСР).

## Биография
Алексей Васильевич Можаев родился 5 октября 1918 года в деревне Вторая Сосновка Саратовской губернии в семье школьных учителей.
В 1933—1936 годах учился в Пензенском художественно-педагогическом училище у Н. Ф. Петрова, И. С. Горюшкина-Сорокопудова. В 1936 году по вызову И. И. Бродского приехал в Ленинград и успешно сдал вступительные экзамены в Ленинградский институт живописи, скульптуры и архитектуры на живописный факультет. Занимался у Михаила Бернштейна, Александра Любимова, Исаака Бродского, Генриха Павловского.
В 1941—1942 годах работал в Саратове в «Окнах ТАСС». В 1943 году вернулся к учёбе, занимался в мастерских Александра Осмёркина и Бориса Иогансона. В 1946 году окончил ЛИЖСА имени И. Е. Репина) по мастерской Бориса Иогансона. Дипломная картина — «В родной семье». В этом же году был принят в члены Ленинградского Союза советских художников и товарищество художников Ленизо.
Первое участие Алексея Можаева в выставке относится к 1936 году. С конца 1940-х он уже постоянный экспонент выставок ленинградских художников. Писал портреты, пейзажи, жанровые и тематические композиции. Работал в технике масляной живописи, рисунка и автолитографии. Талантливый рисовальщик. Персональные художественные выставки в Ленинграде (1985, 1989) и Санкт-Петербурге (2008, 2010).
Ведущий жанр в творчестве Алексея Можаева — живописный портрет. Развитие шло от академической манеры, основанной на строгом объективизме и типизации, к усилению выразительности в передаче индивидуальных характеристик и утончению колорита. Живопись строится на звучных светотеневых контрастах, искусной передаче пленэра и тональных отношений. В дальнейшем усиливается декоративность колорита и обобщённость рисунка. В 1989—1992 годах работы художника с успехом были представлены на выставках и аукционах русской живописи L' Ecole de Leningrad во Франции.
Алексей Можаев свыше 30 лет посвятил педагогической работе в Средней художественной школе (ныне — Санкт-Петербургский государственный академический художественный лицей им. Б. В. Иогансона Российской академии художеств) при Ленинградском институте живописи, скульптуры и архитектуры имени И. Е. Репина и Ленинградском художественном училище имени В. А. Серова (ныне — Санкт-Петербургское художественное училище имени Н. К. Рериха).
Скончался 23 января 1994 года в Санкт-Петербурге на 76-м году жизни. Похоронен на Казанском кладбище в Пушкине.
Произведения А. В. Можаева находятся в музеях и частных собраниях в России, Франции, США, Великобритании, Японии, Италии и других странах.

## Выставки
- 1954 год (Ленинград): Весенняя выставка произведений ленинградских художников.
- 1956 год (Ленинград): Осенняя выставка произведений ленинградских художников.
- 1957 год (Ленинград): 1917—1957. Выставка произведений ленинградских художников.
- 1958 год (Ленинград): Осенняя выставка произведений ленинградских художников.
- 1960 год (Ленинград): Выставка произведений ленинградских художников 1960 года.
- 1961 год (Ленинград): Выставка произведений ленинградских художников 1961 года.
- 1985 год (Ленинград): Выставка произведений Алексея Васильевича Можаева.
- 1989 год (Ленинград): Выставка произведений Алексея Васильевича Можаева.
- Апрель 1991 года (Париж): Выставка «Русские художники».
- 1994 год (Санкт-Петербург): Этюд в творчестве ленинградских художников 1940—1980-х годов.
- 1995 года (Санкт-Петербург): Лирика в произведениях художников военного поколения. Живопись. Графика.
- 2010 год (Пушкин): Выставка произведений Алексея Васильевича Можаева.